# منوآ هوهانیسیان
منوآ هوهانیسیان (ارمنی: Մենուա Հովհաննիսյան؛ ۲۲ دسامبر ۱۹۸۵ – ۵ اکتبر ۲۰۲۰) فرد نظامی اهل ارمنستان بود.

## زندگی‌نامه
وی در ۲۲ دسامبر ۱۹۸۵ در شهرستان بالاشوفسکی به دنیا آمد . وی پسر کارین تونویان بود. وی همچنین برنده جوایزی همچون قهرمان آرتساخ و نشان عقاب طلایی شد. وی در ۵ اکتبر ۲۰۲۰ در سن ۳۴ سالگی در در جریان جنگ ناگورنو قره‌باغ در جمهوری آرتساخ کشته‌شد.